# Les espigoleres
Les espigoleres (en francès, Des glaneuses) és un quadre del normand Jean-François Millet pintat a l'oli el 1857 i presentat el mateix any al Saló de París. És una representació realista d'una colla de dones enmig d'un camp, espigolant de vesprada el blat que cau als segadors per poder alimentar la seva família. Espigolar consistia en recollir les espigues que quedaven al camp després de la sega. Darrere dels segadors que feien les garbes amb el blat hi anaven colles de dones i nens que arreplegaven el cereal que queia perquè no es perdés. La pintura és famosa per mostrar d'una manera molt humanista la realitat de la societat rural del segle xix, la qual cosa va ser mal rebuda per la classe alta francesa. Quan va ser exposat en el Saló de París de 1857, va ser considerat com a «perillós». Per a la crítica conservadora de l'època aquestes dones eren el símbol d'una revolució popular amenaçant, quan els periòdics de l'esquerra mostraven el poble rural empobrit pel Segon Imperi. Posteriorment, es va convertir en símbol del patriotisme francès, utilitzant-se per estimular l'allistament durant la Primera Guerra Mundial.